# Popstars
Popstars er et internationalt realityshowkoncept og en forløber til Idol-programmerne. Serien startede i New Zealand i 1999 da produceren Jonathan Dowling samlede pigegruppen TrueBliss. Dowling licenserede konceptet til produktionsselskabet Screentime i Australien, som derefter solgte det til TresorTV i Tyskland, før det blev solgt til store dele af verden.
Showet var inspirationen til Pop Idol, udviklet af Simon Fuller, som blev sendt første gang i Storbritannien i 2001. Programmet, der senere skulle blive kendt som Idols i Danmark, havde bl.a. Simon Cowell som dommer. Cowell udviklede senere The X Factor, der erstattede Pop Idol i 2004.
Succesfulde grupper, der er blevet kendt igennem Popstars er pigegrupperne Girls Aloud fra Storbritannien og No Angels fra Tyskland.

## Popstarsi Danmark
I Danmark blev Popstars produceret af Metronome Productions og vist på TV 2, TV 2 Zulu (2001-2003) og Kanal 5 (2014)

### 2001, efteråret
Første sæson, med undertitlen "Drømmen bliver til virkelighed!", blev sendt i efteråret 2001. Formålet var at finde Danmarks nye pigegruppe, bestående af 4 eller 5 medlemmer på over 15 år. Resultatet blev gruppen EyeQ, der bestod af Trine Jepsen, Louise Lolle, Sofie Hviid og Julie Næslund. Dommerne var manager Simon Junker, pladeselskabsmand og producer Poul Martin Bonde og sanger Louise Ellerbæk.

### 2002, efteråret
I efteråret 2002 ledte man efter en mandlig eller kvindelig solist i anden sæson, med undertitlen "Drømmen lever!". Vinderen blev den 17-årige Jon Nørgaard. Andre deltagere der blev kendt gennem programmet var Julie, Alex og Christine Milton. Dommerne var Simon Junker, sanger Søren Sko og koreograf Toniah Pedersen.

### 2003, foråret
I foråret 2003 var formålet af finde Danmarks nye boyband. Vindergruppen blev Fu:el, der bestod af Lars Thomsen, Theis Keller,
Patrick Hellegård, Tarik Bakir og Martin Bunk. Dommerne var A&R på Universal i Danmark Niclas Anker og Toniah Pedersen.

### 2003, efteråret
I efteråret 2003 blev programmet relanceret med titlen Popstars Showtime!, der var den fjerde og sidste sæson. Programmet bestod nu af et indledende program, hvor dommerne valgte hvilke 12 finalister der skulle gå videre til de 10 direkte liveshows, hvor det udelukkende var seerne der bestemte hvem der gik videre fra uge til uge. Vinderen blev Maria Lucia. Dommerne var manager Annetta Elmo og producer Peter Biker. Andre deltagere i programmet var bl.a. Jannik Christiansen og Emil Thorup.

### 2014, efteråret
Popstars 2014 blev sendt på dansk TV i d. 7. september 2014, da Kanal 5 relancerede programmet. Finalen var d. 4. november 2014. Vinderen var Linnea og hvor andenpladsen gik til Alaa og Sandra.
Dommerne var følgende: 
- Christiane Schaumburg-Müller
- Medina
- Søren Rasted